# Kranbau Köthen

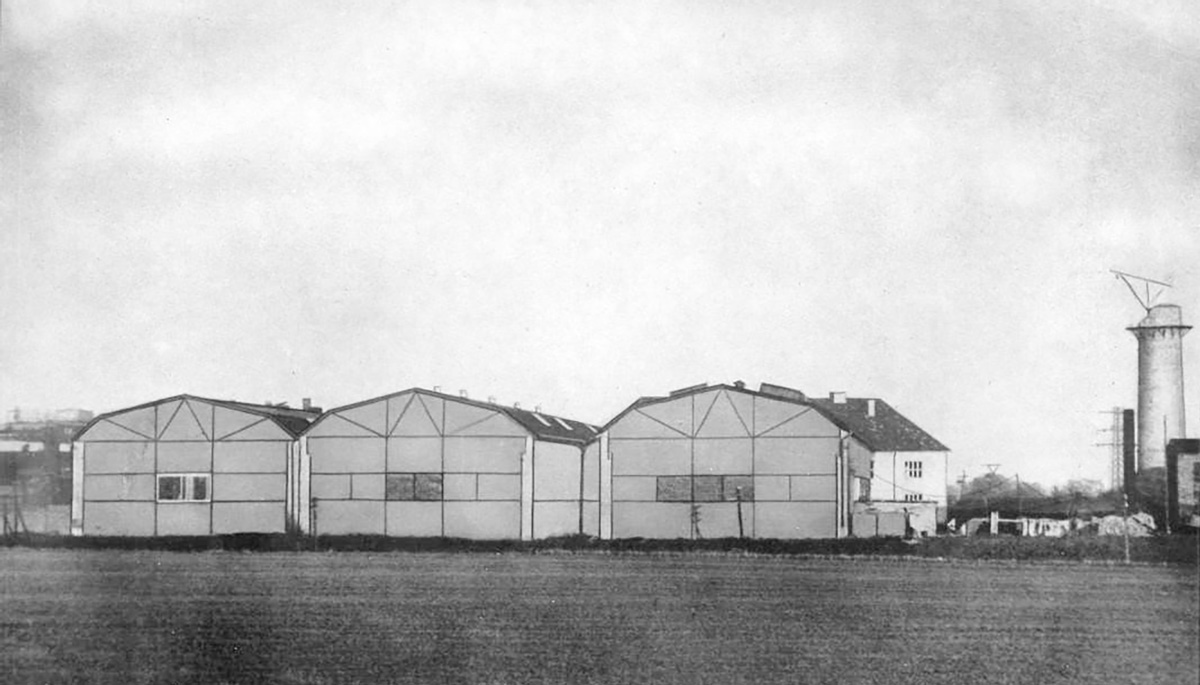
Firmengelände nach der Gründung von Carl Gensel

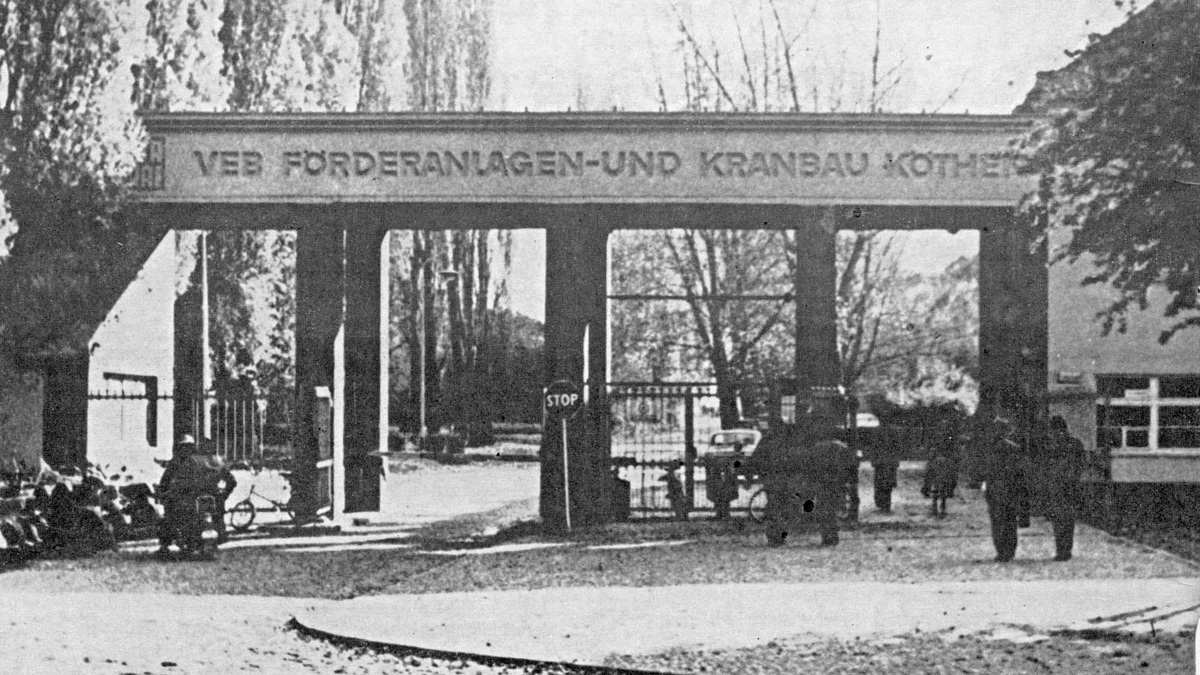
Eingangsbereich VEB Förderanlagen- und Kranbau Köthen

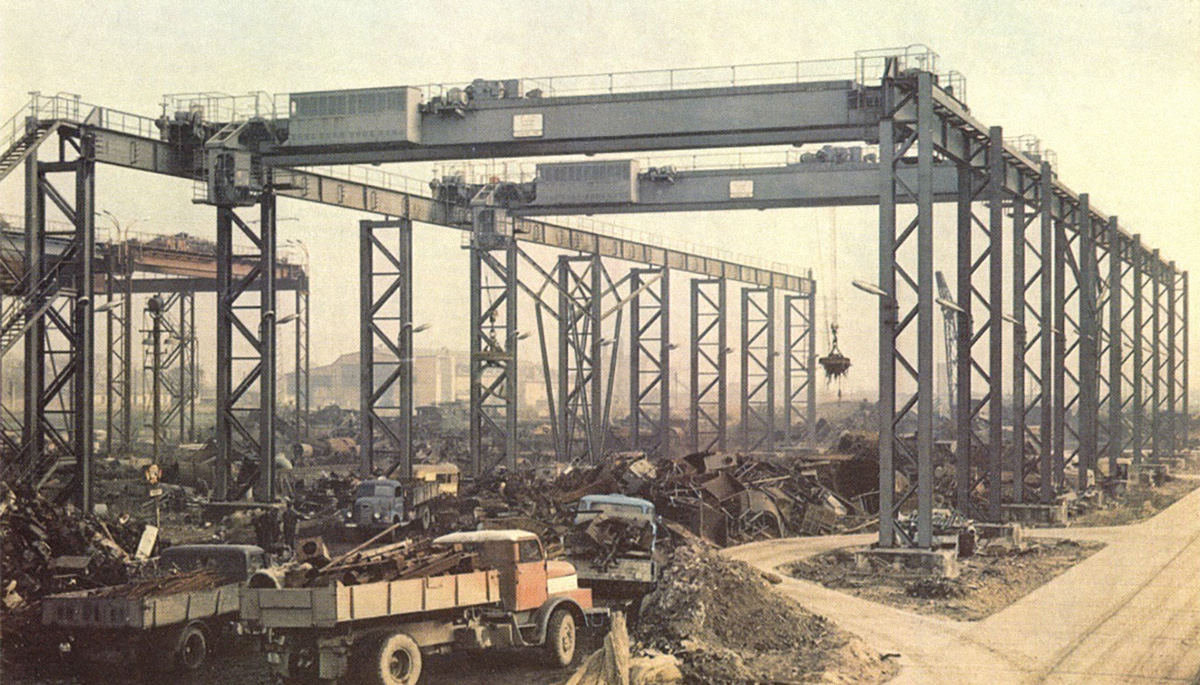
Krananlage VEB Kranbau Köthen

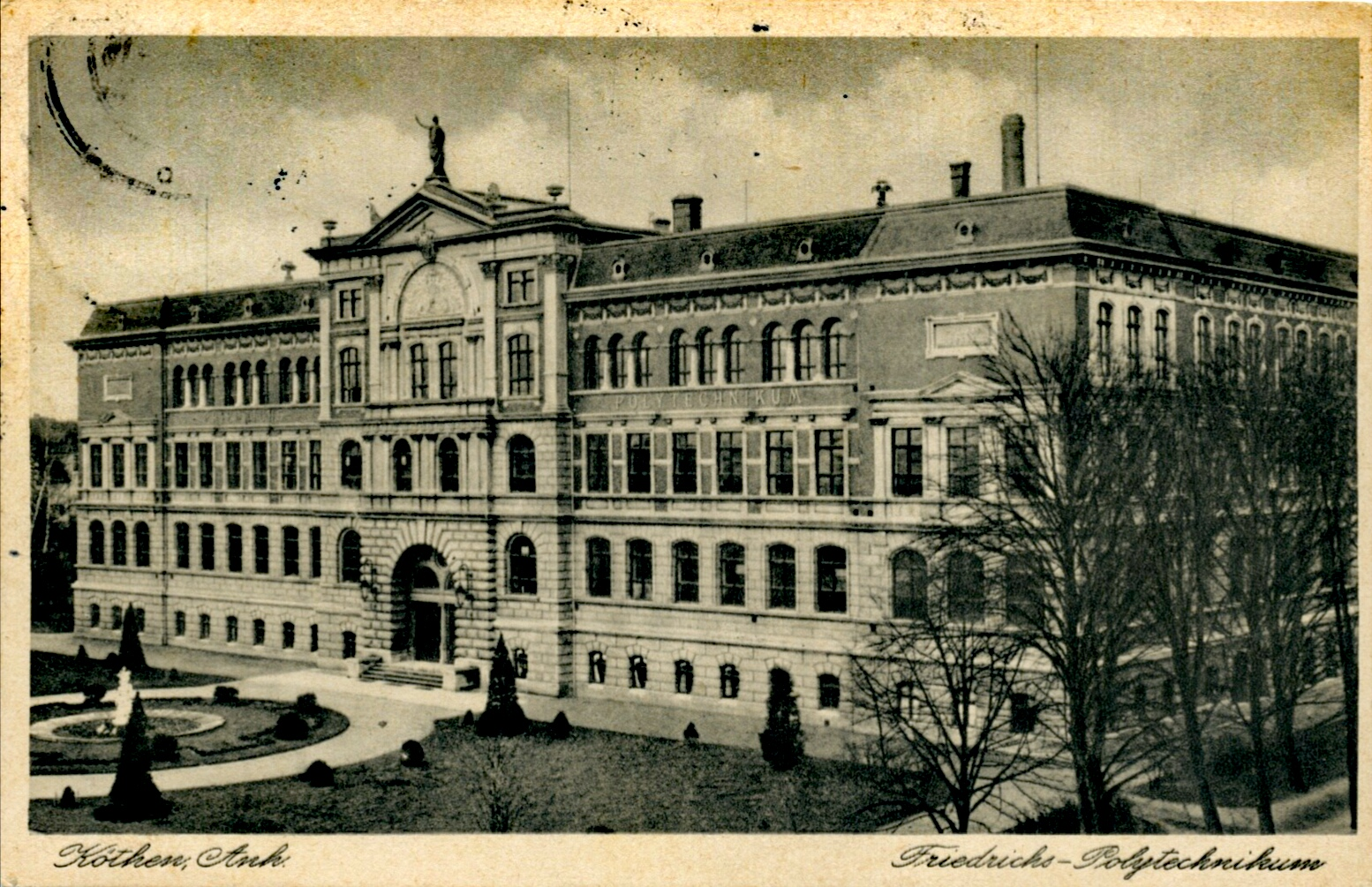
Polytechnikum Köthen

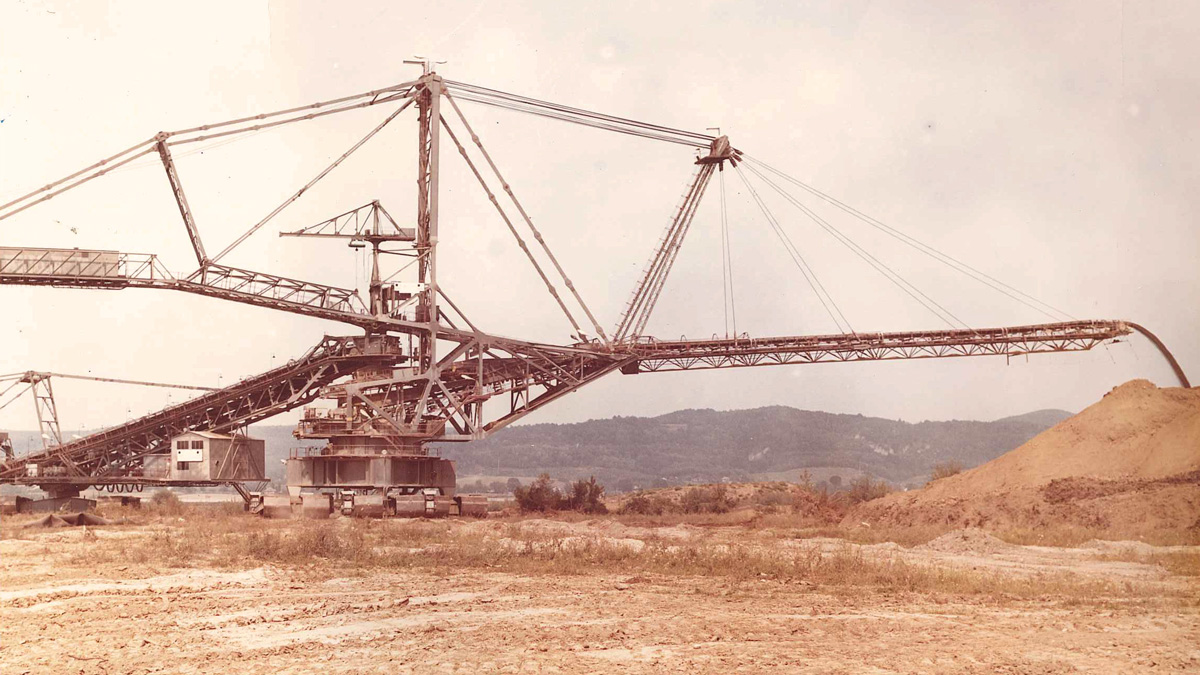
Bandabsetzer VEB Förderanlagenbau Köthen

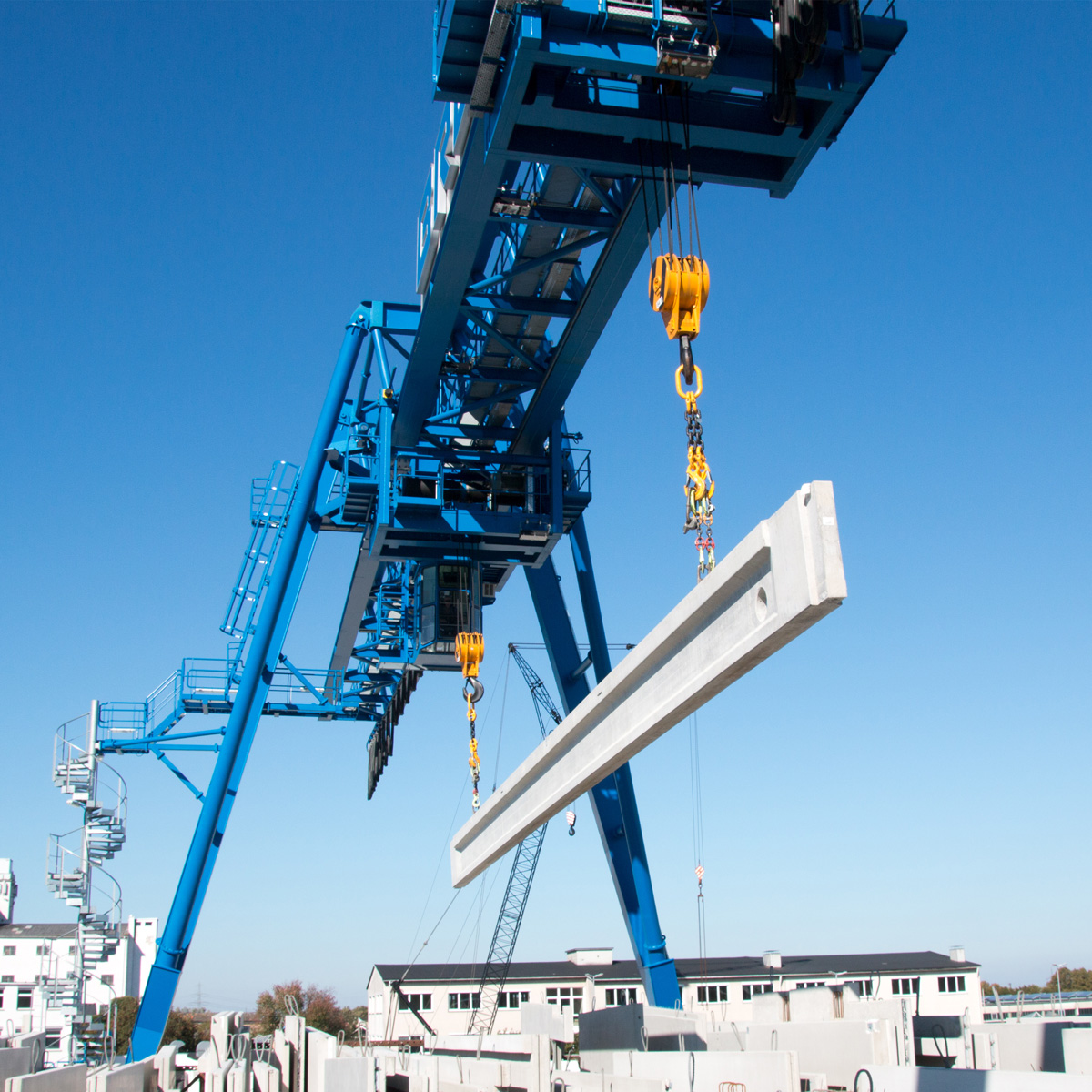
Portalkran von Kranbau Köthen

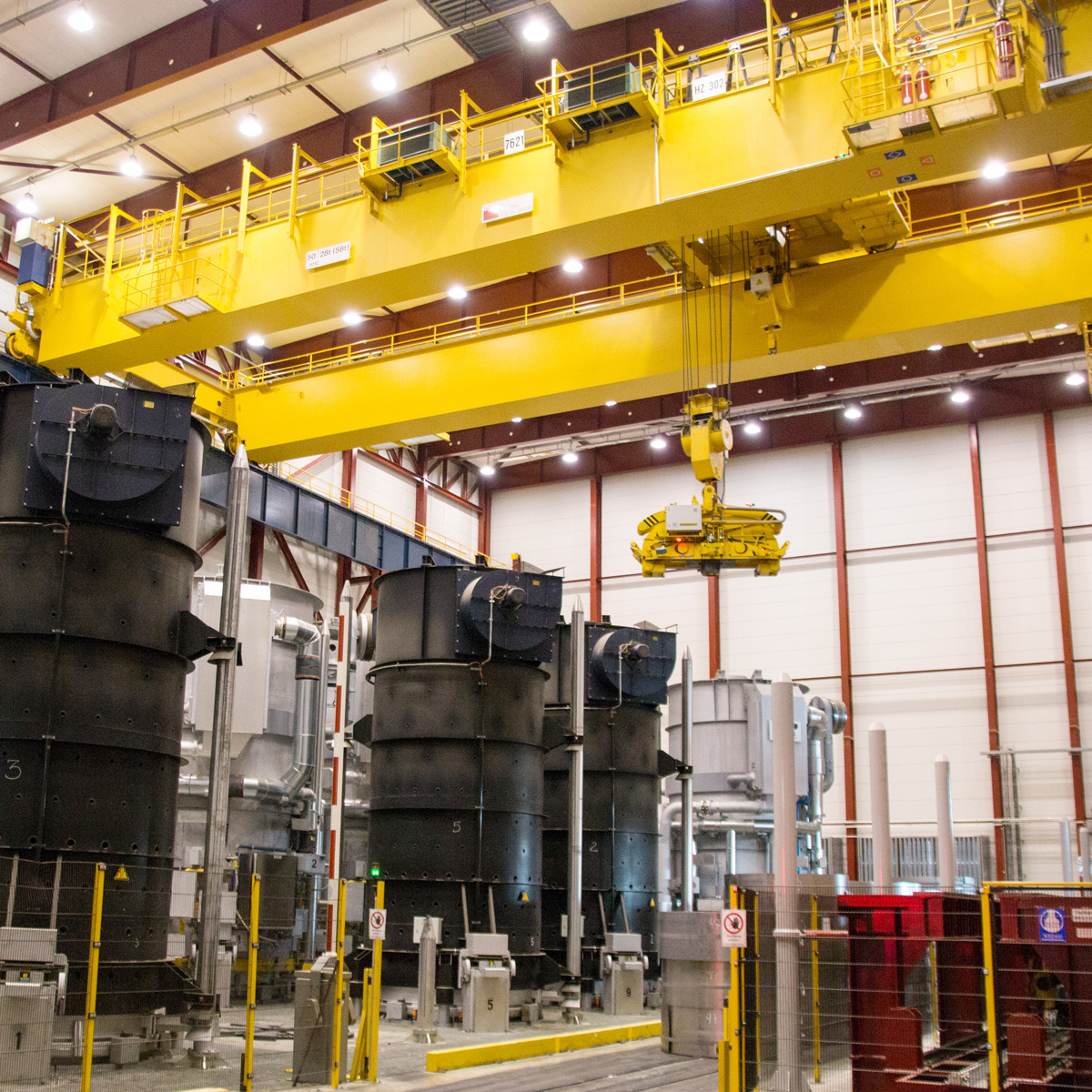
Automatikkran von Kranbau Köthen

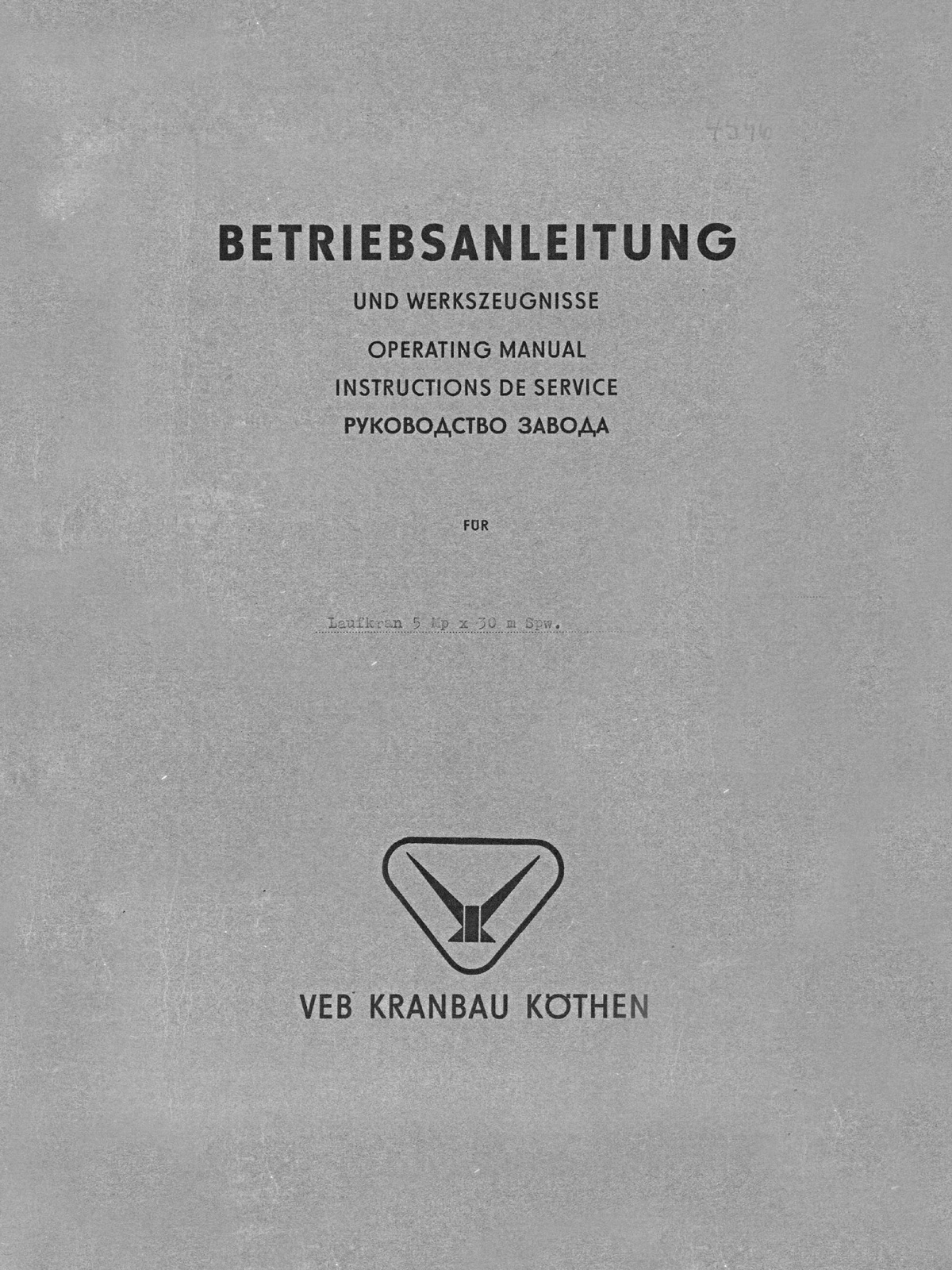
Cover Alte Betriebsanleitung

Die Kranbau Köthen GmbH ist ein Unternehmen aus Mitteldeutschland, welches auf Sonder-, Prozess- und Automatikkrane spezialisiert ist. Am Standort Köthen entstehen Kransysteme als Brückenkran, Halbportalkran oder Portalkran für Kunden aus der stahlverarbeitenden- bzw. stahlproduzierenden Industrie.

## Geschichte

### 1934(38) – Kranbau
Der Konstrukteur Carl Gensel, Professor am Friedrichs-Polytechnikum in Köthen, gründete 1934 eine Maschinenfabrik in Köthen – ein Unternehmen für Hebetechnik und Kranbau. Später wurde aus dem Unternehmen der „VEB Kranbau Köthen“.

### 1935(41) – Förderanlagen
Durch den Kauf der ehemaligen Wagner-Werke (ca. 2 km vom Standort I entfernt) 1935 durch die Junkers Flugzeug- und Motorenwerke Dessau, erfolgte die Gründung einer Zweigstelle der Junkers-Werke in Köthen. 1950 entstand aus dem Motorenbau-Zweigwerk Köthen, nach der Überführung in das Volkseigentum, der „VEB ABUS Förderanlagenbau Köthen“. Hauptinhalt der Produktion waren Ausrüstungen für die Kohleindustrie.

### 1971 (Zusammenschluss von Kranbau und Förderanlagen)
Beide Unternehmen gehörten zum TAKRAF-Verbund und begannen Mitte der 1950er Jahre mit dem Export ihrer Produkte. Während der Kranbau über starke Positionen in Österreich, Schweden und der Bundesrepublik Deutschland verfügte, lieferte der Förderanlagenbau vorrangig nach Osteuropa. Am 1. Januar 1971 erfolgte der Zusammenschluss der beiden Betriebe „VEB ABUS Förderanlagenbau“ und „VEB Kranbau Köthen“ zum „VEB Förderanlagen- und Kranbau Köthen“. Das Ziel des Zusammenschlusses war die effektivere Nutzung der Investitionen im Zuschnitt, Beseitigung der durch die baulichen Gegebenheiten im Betriebsteil II hervorgerufenen Begrenzung der Stützweite und Gewichte bei Kranbrückenträgern.

#### Lieferprogramm ab 1971
- Bandabsetzer mit Förderleistungen von 550 bis 23.000 m³/h und Auslegerlängen von 45 bis 150 m
- Direktversturz-Absetzer mit Förderleistungen von 2500 bis 12.500 m³/h und Auslegerlängen von 105 bis 225 m
- Bandwagen mit Bandbreiten bis 2.500 mm und Überbrückungslängen von 40 bis 114 m
- Haldengeräte mit Förderleistungen von 450 bis 12.500 m³/h
- Brückenkrane für Metallurgie, Schiffbau, Umschlag von Schütt- und Stückgut bis 450 t
- Portalkrane
- Komponenten für Tagebaugerätetechnik
- Generalreparaturen, Rekonstruktionen und Leistungssteigerungen von Absetzern, Bandwagen und Kranen
- Straßen-, Eisenbahn- und Fußgängerbrücken
- Stahl- und Maschinenbaukomponenten
- drucklose Behälter, Tanks, Lagerbehälter
- Rührwerksbehälter
- Schweißkonstruktionen
- Kranbahnen
- Stahlhallen
- Stahlwasserbau
- Geländer, Podeste, Rahmenkonstruktionen, Laufstege, Paletten
- Montagearbeiten (Werkstattmontage und Außenmontage)
- Werkzeug- und Vorrichtungsbau
- Projektierung und Erarbeitung von konstruktiven und technologischen Lösungen

### Nach 1990
Das Gemeinschaftsunternehmen wurde zum 1. Juli 1990 in eine GmbH gleichen Namens umgewandelt und gehörte zur TAKRAF AG in Leipzig. Ein kleiner Teil des VEB wurde zur Alpha-Electronik GmbH.
1992 kam er zur Abgabe der Tagebautechnik. Unter dem Namen „Kranbau Köthen GmbH“ erfolgte die Konzentration auf die Produktion von Krantechnik. 1993 erfolgte eine Privatisierung durch die Willenborg Verwaltungsgesellschaft mbH & CO KG aus Vechta. Die Wiederaufnahme der Produktion von Tagebautechnik war unter dem Namen „Förderanlagen- und Kranbau Köthen GmbH“.
Erhebliche Einbrüche im Förderanlagengeschäft zwangen jedoch 1997 zur Aufgabe des Geschäftsfeldes Förderanlagen. Nach der Umbenennung in Kranbau Köthen GmbH erweiterte das Unternehmen 1996/97 durch die Übernahme von Personal und Know-how anderer Kranbauunternehmen aus Sachsen-Anhalt die Leistungen, geriet jedoch im Juli 1997 selbst in Bedrängnis und führte zur endgültigen Abgabe der Tagebautechnik an FAM. Als Kranbau Köthen GmbH wurden wieder ausschließlich Brücken-, Portal- und Portaldrehkrane hergestellt.
Im Juli 1998 erfolgte mit der Zweitprivatisierung durch die Georgsmarienhütte Holding GmbH eine Konsolidierung. Aus dieser Zeit stammte auch der Kochtopf im Logo, welcher symbolisch für den „kochenden Stahl“ steht und bis 2017 als Marke weiter geführt und Anfang 2018 erneuert wurde. In den 70 Jahren Kranbau Köthen wurden bis 2004 über 5000 Krane weltweit an Kunden ausgeliefert.
2007 wurde die Alpha Elektronik GmbH wieder in die Gruppe aufgenommen und das Portfolio um Steuerungstechnik, Software, Automatisierung und Rechnertechnik ergänzt. Seit 2008 gehört auch die Saalfelder Hebezeugbau GmbH zur Unternehmensgruppe und erweitert die Leistungen des Unternehmens um:
- Konstruktion, Fertigung und Montage von Standard- und Prozesskranen (Lasten bis 250 t)
- Komponenten (Bremsen, Laufräder, Puffer etc.)

Seit dem 1. Mai 2017 gehört das Engineering-Team von Stalvoss - Witten ebenfalls zur Krangruppe. Durch den strategischen Zukauf vertiefte der Kranbau sein Leistungsspektrum im Bereich Projektierung, Auftragsabwicklung und Engineering.
Unter der Zwischenholding GMH-Krantechnik firmierten sich 2013 alle Schwesterunternehmen. Zudem wurde das Unternehmen M+O Krantechnik GmbH übernommen, um den Kran-Service am Standort NRW auszubauen. Das Schwesterunternehmen, die Saalfelder Hebezeugbau GmbH, entwickelte und baute bis 2016 unter der Marke SHB Park & Store vollautomatische Parksysteme. Im August 2016 musste das Unternehmen allerdings Insolvenz anmelden und wurde im Jahre 2018 von der Scheffer Krantechnik GmbH übernommen.
Rückwirkend zum 1. Januar 2018 fusionierten die Unternehmen Alpha Elektronik GmbH, M+O Krantechnik GmbH, Ingenieurbüro Krantechnik GmbH und die Kranbau Köthen GmbH. Dabei gingen die Schwesterunternehmen in den Kranbau auf. Das Alpha Logo blieb als Marke im neuen Design erhalten.

## Unternehmensstruktur
Die Kranbau Köthen GmbH ist ein Tochterunternehmen der GMH-Krantechnik GmbH, die wiederum der STEGO Vermögensverwaltungs GmbH zuzuordnen ist.

### Prozesskrane
Prozesskrane für die Stahlerzeugung und zum Stahlhandling sind Krane, die hohen Beanspruchungen in der Produktion ausgesetzt sind. Sie laufen 24 h am Tag und sind im Produktionsprozess des Unternehmens fest eingebunden.
| Bauart        | Ausführung                                                                                        | Lastaufnahmemittel                                          | Einsatzzweck | Industriezweig |
| ------------- | ------------------------------------------------------------------------------------------------- | ----------------------------------------------------------- | --- | --- |
| - Brückenkran | - in Vollwand als - Einträger - Zweiträger - Dreiträger - Vierträger - voll- oder teilautomatisch | - Haken - Zange - Greifer - Magnettraverse - Sondertraverse | - Gießkran - Chargierkran - Pfannentransportkran - Brammentransportkran - Coil- und Bundtransportkran - Greiferkran - Zangenkran - Schmiedekran - Magnettraversenkran | - stahlverarbeitende Industrie, z. B. Stahlwerk - Recycling Industrie, z. B. Schrottplatz - Veredelung, z. B. Kaltwalzwerk |

### Portalkrane
Portalkrane kommen auf Lager- und Umschlagplätzen in Ausführungen als Voll- oder Halbportalkran in Vollwand- oder Gitterkonstruktion zum Einsatz.
| Bauart       | Ausführung | Lastaufnahmemittel                                                     | Einsatzzweck | Industriezweig |
| ------------ | --- | ---------------------------------------------------------------------- | --- | --- |
| - Portalkran | - in Vollwand als - Einträger - Zweiträger - Gitterkonstruktion - Einschienenausführung - Zweischienenausführung - mit Breitportalen - einhüftig - mit mehreren Laufkatzen - voll- oder teilautomatisch | - Haken - Zange - Greifer - Magnettraverse - Sondertraverse - Spreader | - Portalkrane für Umschlag von Stück- und Schüttgut - Containerumschlag - Lagerplätze für den Umschlag von Schrott - Lagerplätze für Kohle, Sand - Lagerplätze für Rohre bzw. Langprodukte | - holzverarbeitende Industrie, z. B. Sägewerk - Recycling Industrie, z. B. Schrottplatz - Baugewerbe, z. B. Betonwerk - Schiffbau und Hafenanlagen, z. B. Werft |

## Ehrungen
Für seinen Anteil an den wissenschaftlich-technischen Leistungen bei der Forschung, Entwicklung und Konstruktion neuartiger Bandabsetzer, die bei ihrem praktischen Einsatz im In- und Ausland beispielhafte Ergebnisse in der Abraumbewegung erzielt haben, wurde das Kollektiv „Bandabsetzer“ des VEB Förderanlagen- und Kranbau Köthen 1971 mit dem Nationalpreis der DDR III. Klasse für Wissenschaft und Technik ausgezeichnet.
1985 wurde das Entwicklungs- und Konstruktionskollektiv des VEB Förderanlagen- und Kranbau Köthen für die Entwicklung von Geräten zur Durchsetzung hocheffektiver Tagebautechnologien mit dem Nationalpreises der DDR in der II. Klasse für Wissenschaft und Technik ausgezeichnet.